# Cape Canwe
Das Cape Canwe ist eine hohe, felsige Klippe an der Scott-Küste des ostantarktischen Viktorialands. Sie liegt rund 5 km nördlich von Vegetation Island in den westlichen Ausläufern der Northern Foothills bzw. an der Ostflanke des unteren Abschnitts des Priestley-Gletschers.
Das Kap wurde erstmals im Rahmen der Terra-Nova-Expedition (1910–1913) unter der Leitung des britischen Polarforschers Robert Falcon Scott erforscht. Namensgebend war der Umstand, dass die Teilnehmer der Nordgruppe der Expedition das Kap schon von Weitem sahen, jedoch zweifelten, ob sie es erreichen könnten (englisch: Can we?, deutsch: Können wir?).